# Sestiere (Venecia)
El sestiere es una de las seis zonas o distritos en las que se divide la ciudad de Venecia (Italia). Corresponde a los barrios de otras ciudades (quartiere en italiano), que idealmente representaba la cuarta parte del campamento romano, esquema ideal de la construcción de un gran número de centros habitados en Europa.

La subdivisión urbana en sestieri se remonta a los orígenes de Venecia; la numeración es única para cada sestiere, con algunas excepciones para áreas más grandes incluidas en islas no unidas por puentes, y alcanza números de cuatro cifras. Este particular sistema de numeración, unido a la natural complejidad del callejero veneciano, lleva a que haya el mismo número en diversos lugares a poca distancia uno de otro.
Los nombres tradicionales de los sestieri de Venecia son:
- Cannaregio, así denominado por desarrollarse en una zona pantanosa donde eran frecuentes los canneti (juncales);
- Castello, ha tomado su nombre de una fortaleza hoy desaparecida en torno a la cual se desarrolló la zona;
- Dorsoduro, probablemente debe el nombre a que se alza sobre las compactas dunas de arena de esta zona; de este sestiere forma parte la isla de Giudecca unida al sur del centro histórico de Venecia;
- San Marco, toma su nombre de la Basílica de San Marcos;
- San Polo, es el más central y más pequeño de los sestieri de Venecia;
- Santa Croce, Toma su nombre de una Iglesia demolida por el Gobierno de Napoleón Bonaparte.

Estas subdivisiones no agotan la zona histórica que constituye la ciudad de Venecia.